# Asmeringa ligabuei
Asmeringa ligabuei är en tvåvingeart som beskrevs av Canzoneri 1981. Asmeringa ligabuei ingår i släktet Asmeringa och familjen vattenflugor. Inga underarter finns listade i Catalogue of Life.